# Treang
Treang är ett distrikt i Kambodja.   Det ligger i provinsen Takeo, i den södra delen av landet, 80 km söder om huvudstaden Phnom Penh.